# André Nocquet
André Nocquet (Prahecq, 30. srpnja 1914. – Melle, 12. ožujka 1999.), francuski majstor borilačkih vještina, prvi stranac koji je bio uchi-deshi kod Moriheija Ueshibe. Nositelj je 8. Dana u aikidu i 4. Dana u judo-u.

## Životopis

### Mladost
André Nocquet rođen je 30. srpnja 1914. u Prahecqu, u francuskom departmanu Deux-Sèvres. Odgojen je u obitelji uzgajivača svinja. Obitelj ga je naučila cijeniti vrijednost jednostavnih stvari. Upravo je u Niortu, desetak kilometara od obiteljskog poljoprivrednog gospodarstva, započeo studij, prije nego što je prešao u Nacionalnu školu za dočasnike (ENSOA) u Saint-Maixentu. Godine 1929., dok je bio u Saint-Maxentu, dobio je priliku naučiti novi i intrigantni obrambeni sustav praznih ruku s glavnim zapovjednikom Raffierom. Raffier je imao neko znanje o ju-jutsu, prilično povjerljivoj borilačkoj vještini iz Japana, a samo je nekoliko zapadnjaka znalo za to zbog činjenice da je u to vrijeme Japan bio pod prilično strogom izolacionističkom politikom. Ovo je iskustvo ostavilo snažan dojam na mladog Nocqueta i dalo mu je želju da sazna više o ovoj udaljenoj zemlji i njezinim strašnim ratnim tehnikama.
Prirodno zdepast, rano je krenuo prema vlastitim fizičkim granicama kroz vježbanje grčko-rimskog hrvanja. Međutim, ono što ga je formalno stavilo na put bodybuildinga bilo je neočekivano otkriće priručnika za bodybuilding koji je pripadao njegovom ocu, koji je i sam bio uspješan športaš. Knjigu je napisao njemački pionir i utemeljitelj modernog bodybuildinga, Eugen Sandow. Baš kao što je činio za većinu stvari tijekom svog života, Nocquet se u potpunosti posvetio ovoj strasti i integrirao je jednako toliko Sandowovih principa izvedbe kao i njegov estetski senzibilitet, na kraju izrezbarivši sebi izuzetno tijelo.
Nocquet je odlučio studirati za instruktora gimnastike. Uspjevši uvjeriti svoje roditelje, 1932. godine odlazi u Pariz kako bi se upisao u školu Desbonnet, u blizini Elizejskih polja. Tamo je pohađao nastavu dr. Borisa Dolta, pionira moderne fizioterapije.
Kada je postao kvalificirani instruktora gimnastike i fizioterapeut, Nocquet je 1936. napustio Pariz i otvorio vlastiti program za fitnes i terapiju u gradu Angoulême. Od 1937. godine počeo je često odlaziti u Pariz kako bi proučavao ju-jutsu kod Moshea Feldenkraisa, osnivača Francuskog Ju-jutsu kluba (Jiu-jitsu Club de France). Dvije godine ranije, Feldenkrais je pozvao slavnog Kawaishija Mikinosukea da dođe i nastani se u Francuskoj kako bi predavao judo. Nocquet je 1938. godine postao Kawaishijev učenik. Pokazao se sjajnim studentom. Međutim, izbijanje Drugog svjetskog rata dovelo je do prekida vježbanja.
Nocquet je odmah na početku Drugog svjetskog rata uključen u 404. pukovniju. Dana 4. lipnja 1940. godine je zarobljen, tijekom bitke kod Dunkerquea kod Malo-les-Bainsa. Premještan je iz zatvora u zatvor, što je ozbiljno narušilo njegovo nekad slavno fizičko stanje. Nakon nekoliko neuspjelih pokušaja bijega, konačno je uspio pobjeći iz Kölnskog Stalag VI-G 11. listopada 1943. i vratio se u Francusku pod pseudonimom Jean Hervé, gdje se pridružio francuskim snagama otpora. 

### Aikido
Godine 1945. godine, Nocquet je nastavio svoje profesionalne aktivnosti u Angoulêmeu. Te godine je dobio crni pojas u judo-u od Kawaishija, koji mu je također izdao potvrdu o samoobrani. Nocquet je tom prilikom osnovao prvi judo klub u regiji. Policija u Bordeauxu se ubrzo zainteresirala za ovog iznimnog pojedinca i zatražila od njega da podučava njihove instruktore u judo-u i ju-jutsu.
Godine 1949., Nocquet otkrio novu disciplinu nazvanu aikido, koju je u tom momentu promovirao Minoru Mochizuki kojeg je Kawaishi pozvao u Francusku. Kružnost, elegancija i profinjenost aikido tehnika ostavili su snažan dojam na Nocqueta. Odmah se odlučio posvetiti učenju ove nove vještine, te je postao je učenik Minoru Mochizukija. Prilično kartezijanski pristup Mochizukija, koji je bio plod njegovih napora da tradicionalno japansko učenje pretvori u nešto prilagođenije zapadnim učenicima, jako se svidio Nocquetu. S njim je učio s velikom predanošću sve dok Minoru Mochizuki nije napustio Francusku 1952. godine.
Tada je Abe Tadashi imenovan za koordinatora za širenje aikida u Europi. Njegov se aikido učinio Nocquetu još impresivnijim, premda malo otresitijim i možda nasilnim. Nocquet je nastavio proučavati aikido pod vodstvom Abe Tadashija, koji ga je promaknuo u 1. Dana 1954. godine. Nocquet je sada bio 4. dan u judo-u i 1. Dan u aikidu. 
Abe Tadashi je posavjetovao Nocqueta da ode u Japan kako bi tamo naučio aikido. Pod nadzorom francuskog Ministarstva kulture i savjetima francuskog akademika Georgesa Duhamela, koji je također bio prijatelj obitelji Nocquet, Andréu Nocquetu je naloženo da putuje u Japan kako bi ojačao bilateralne odnose uspostavljene s Francuskom. Nocquetova misija bila bi proučavati aikido kao prvi strani student koji je živio kao uchi deshi Moriheija Ueshibe. Također je dobio mandat da nauči malo poznate metode liječenja poput fizikalne terapije, shiatsua i seitaijutsua. Francuski list "Sud-Ouest"  je također zamolio Nocqueta da bude njihov dopisnik iz Japana.

### Japan
André Nocquet je otišao u Japan u lipnju 1955. godine, u dobi od 40 godina. Slijedom savjeta Georgesa Duhamela, putovao je brodom u četvrtoj klasi. Na brodu je podučavao ju-jutsu brodske časnike, koji su mu zauzvrat omogućili pristup kabini prve klase kada bi postalo prevruće. U Japan je stigao nakon mjesec dana. Živio je u Hombu Dojo-u u Ushigomeu, s Kisshomaru Ueshibom. Uvjeti za život i vježbanje bili su mu vrlo teški. Prilično mu je bilo teško spavati na podu male sobe s tri tatami prostirke.
Unatoč brizi domaćina, Nocquet se osjećao prilično usamljeno. Malo je ljudi u Hombu Dojo-u govorilo jezik koji nije japanski, a komunikacija je bila pomalo otežana. Iako je Tsuda Itsuo bio sporadično prisutan kako bi preveo O-Senseijeve riječi za Nocqueta, on nije bio svakodnevno s njim. Osim činjenice da je bio jedini stranac, u dobi od 40 godina, bio je i stariji od većine aikidoka u Hombu Dojo-u, uključujući i samog Kisshomarua. Ova relativna izolacija prekinuta je tek 1956. kada se Koichi Tohei vratio u Japan nakon što je godinu dana proveo u Sjedinjenim Državama. Koichi Tohei je stoga vjerojatno jedini predavač Hombu Dojo-a koji je u to vrijeme mogao komunicirati na engleskom jeziku s Nocquetom.
Stil poučavanja vrlo se razlikovao od onoga na koji je navikao. Iako su Mochizuki Minoru i Abe Tadashi zauzimali vrlo sustavan i pedagoški pristup poučavanju, u Hombu Dojou radilo se o ponavljanju istog pokreta, bez objašnjenja, do iznemoglosti. Kasnije je André Nocquet često govorio da su Nobuyoshi Tamura i Masamichi Noro brzo postali njegovi omiljeni partneri.
Svaki dan slijedila se ista rutina. André Nocquet je ustajao u 5:00 sati, te nakon toga čistio dojo jedan sat. Nakon toga bi uslijedio prvi sat vježbanja u 6:00 sati, a zatim drugi, nakon pola sata pauze. Kisshomaru Ueshiba vodio je većinu ranih jutarnjih sati, iako su tome doprinosili i napredni studenti poput Hiroshi Tade. O-Sensei je također podučavao, ali ad hoc i improvizirano, kad god je bio u Tokyu. Doručak je dolazio tek nakon drugog sata. Nakon ovog međuobroka uslijedio je vježbanje do ručka. Obroci su bili prilike za slobodniji razgovor s O-Senseijem, iako je André Nocquet neprestano trebao podršku tumača. U 16:00 sati bi se nastavilo vježbanje pod vodstvom instruktora dojo-a kao što su Koichi Tohei, Shigenobu Okumura, Kisaburo Osawa i Hiroshi Tada. Nakon predavanja uslijedila je pauza od 30 minuta do 17:00 sati, i na kraju, posljednji sat vježbanja za završetak dana. U to vrijeme nekoliko drugih stranaca je pohađalo sate u Hombu Dojo-u. Bili su to uglavnom Amerikanci koji nisu živjeli u dojo-u. Dolazili su povremeno.
André Nocquet zatražio je od O-Senseija da iskoristi svoje kontakte i napravi službeni događaj kojim će predstaviti aikido stranim uglednicima prisutnim u Japanu. O-Sensije je na to pristao, pa je 28. rujna 1955. godine Morihei Ueshiba u Hombu Dojo-u održao svoje prvo predavanje o duhovnim aspektima aikida kulturnim predstavnicima iz nekoliko veleposlanstava. Odjel za kulturu i informiranje francuskog veleposlanstva je potom sponzorirao demonstracije koje su se održale u Hombu Dojo-u 25. rujna 1956. godine u prisutnosti tiska i predstavnika stranih veleposlanstava. Tijekom ovog događaja O-Sensei je održao predavanje o duhovnim idealima aikida, nakon čega je uslijedila demonstracija u kojoj je sudjelovao Nocquet.
Događaj je uspio i dosegnuo je daleko dalje od Japana. Uslijedile su daljnje demonstracije, uključujući one na krovovima nekoliko tokijskih robnih kuća. Nocquet je već bio u Japanu kad su se prve javne aikido demonstracije održale na krovu robne kuće Takashimaya u rujnu 1955. godine.
Godine 1957., malo prije odlaska, Nocquet je službeno unaprijeđen u čin shidoina (instruktora) Aikikai Hombu Dojo-a. Napustio je Japan u listopadu 1957. godine. Tom prilikom veliki broj ljudi ga je ispratio na siguran povratak. Među tim ljudima bili su, između ostalog, Kisshomaru Ueshina, Hiroshi Tada, Fukiko Sunadomari i Yasuo Kobayashi, te mnogi drugi studenti i instruktori Hombu Dojoa.
Nocquet se po povratku zaustavio u Sjedinjenim Državama, te predavao aikido u gradskoj policijskoj upravi Fresno. U Francusku se vratio u ljeto 1958. godine. Po povratku u Francusku André Nocquet odmah je počeo predavati aikido. Zamoljen je da napiše poduže izvješće Ministarstvu obrazovanja, uspoređujući ono što je naučio u Japanu s tradicionalnim europskim borilačkim tehnikama.

### Francuska
Abe Tadashi promovirao je Nocqueta u 4. Dan 10. prosinca 1959. godine. Kad se Abe Tadashi vratio u Japan 1960. godine, imenovao je Nocqueta za svog nasljednika na funkcijama za razvoj aikida u Europi, te ga predstavio ga europskim aikidokama putem pisma 20. svibnja 1960. godine. Ovu funkciju i Nocquetovo pravo da dodjeljuje zvanja potvrdio je Aritomo Murashige, generalni delegat Aikikaija za Europu, pismom upućenim 8. srpnja 1962. godine.
Kisshomaru Ueshiba obavijestio je Nocquetu 1961. godine o dolasku Nora Masamichija. Iste godine, u Francusku stiže i Mutsuro Nakazono, a zatim 1964. Nobuyoshi Tamura. Trojica majstora su poslana da pomognu razvoju aikida u Francuskoj, ali i u ostatku Europe. Godine 1962. O-Sensei Nocqueti dodjeljuje 5. Dan.
Prisutnost tolikog broja majstora, koja su imala visoka zvanja, dovela je do napetosti u ionako heterogenoj zajednici aikidoka u Europi. Dovelo je do podjela i razlika u mišljenjima koja su i danas živa. Vjeruje se da je jedan od glavnih izvora Aikikaijevog nezadovoljstva taj što je Nocquet odlučio da se aikido pridruži judo federaciji.
Sukob između Nocqueta i Aikikaija doveo je do tužbe koju je u Francuskoj pokrenuo Nocquet protiv Aikikaija. Presuda iz 1971. godine rezultirala je Nocquetovim otpuštanjem iz Aikikaija i uklanjanjem njegovih naslova. Godine 1973. Hirokazu Kobayashi dodijelio je Nocquetu 7. Dan u ime vlastite organizacije, Aikido Osaka Hombu (to nije zvanje koje Aikikai priznaje). Iste je godine Nocquet započeo suradnju s Hiro Mochizukijem (sinom Minoru Mochizukija) i Nobuyoshi Tamurom na formalizaciji programa podučavanja aikida koji se koristi i danas, kao i na provedbi diploma instruktora aikida koju je priznala francuska vlada.
Nocquet je podučavao većinu sadašnjih visokih učitelja aikida, kao i vojnike Nacionalnog padobranskog saveza i dužnosnike Nacionalne policije. Nocquet je nastavio podučavati aikido i radio je na širenju njegovih filozofskih ideala kroz tečajeve i predavanja u cijeloj Europi. Sudjelovao u stvaranju Međunarodne aikido federacije (IAF) 1976. godine. Godine 1985. godine Nocquet je u pismu Morihiru Saitu objavio namjeru da se pridruži Nobuyoshi Tamuri tj. njegovoj federaciji, koja se razlikovala od judo federacije. Suradnja između Nocqueta i Tamure trajala je do Nocquetove smrti, jer do danas, skupina koju je stvorio Nocquet i dalje je podskupina Francuske federacije aikida i budoa (Fédération Française d'Aïkido et de Budo) koju je stvorio Nobuyoshi Tamura. Nocqueta je njegova federacija 1985. promovirala u 8. Dan u aikidu.
Veze između Nocqueta i Aikikaija su se postupno uspostavljale. Morihiro Saito je prilikom posjete Europi uputio Nocquetu poziv za susret s doshu-om Kisshomaru Ueshibe. Nocquet je taj poziv prihvatio i ponudio da događaj dobije službenu dimenziju. Nocquet se u Japan vratio 1990. godine, prvi put nakon 33 godine, a doshu-u Kisshomaru Ueshibi uručio je Zlatnu medalju francuskog Ministarstva športa.
André Nocquet je umro 12. ožujka 1999. u 84. godini. Pokopan je u Prahecqu, svom rodnom mjestu.

## Druge vještine
Tijekom boravka u Japanu, u slobodno vrijeme Nocquet je proučavao samoobranu s Kenjijem Tomikijem. Također je vježbao pod vodstvom Takimota Tekka, osnivača Takimoto-ha Fusen-ryu ju-jutsu-a. Fusen-ryu ju-jutsu je relativno noviji (početak 19. stoljeća) koryu poznat po golim tehnikama ju-jutsu-a, posebno po osnovi i proučavanju atemija. André Nocquet je uspostavio i neke kontakte s japanskim judokama. Nocquet je također spominjao sate koje je pohađao u Tempukaiju s Koichi Toheijem kod Nakamure Tempua, utemeljitelja japanske joge, čiji je utjecaj na aikido instruktore toga doba bio vrlo važan. Proučavao je kempo pod vodstvom Savoye. Nocquet je također kratko proučavao Kyokushin karate s Masutatsu Oyamom. Međutim, ubrzo ga je izgrdio Morihei Ueshiba, rekavši mu da se došao koncentrirati na aikido. Stoga je prekinuo trening s Oyamom. Potonji je vrlo dobro shvatio da istodobno vježbanje ove dvije zahtjevne vještine nije realno.
André Nocquet, čija je misija također bila proučavati japanske zdravstvene sustave, također je dobio diplomu u shiatsuu od Namikoshija Tokujira.

## Priznanja
- Diploma Udruge za razvoj istraživanja raka (1976)
- Chevalier de l’Ordre national du Mérite (1982)
- Chevalier de la Légion d’Honneur (1994)

## Djela
- O'Sensei Morihei Ueshiba: Presence and Message  (1976)
- Aikido: Heart and Sword (1991)

## Vanjske povezice
- Biography of André Nocquet, the first foreign live-in student of Morihei Ueshiba